# Vulcan Ventures
Pour les articles homonymes, voir Vulcan.

Quartier-général de Vulcan incorporation

Vulcan Ventures Inc est une société américaine fondée en 1986 par Paul Allen à Seattle dans l'État de Washington aux États-Unis pour superviser son empire et ses investissements financiers, mécénat etc. En 2000, la société a accepté d’acquérir Sporting News de Times Mirror Co.  Sporting News, fondé en 1886, est la plus ancienne publication sportive d'Amérique. La société utilise le contenu de Sporting News comme programmation pour ses entreprises de câblodistribution et Internet via un ou plusieurs de ses services de portail. Les conditions financières n’ont pas été dévoilées.

## Liste partielle des possessions de Paul Allen en 2006

### Informatique
- Microsoft : système d'exploitation Windows & logiciels micro informatique cofondé avec Bill Gates en 1975

### Média, cinéma, télévision
- DreamWorks SKG (production, distribution film de cinéma, musique et programmes télévisés fondé par Steven Spielberg en 1994)
- Vulcan Productions (société de production de film de cinéma fondé par Paul Allen en 1997)
- Charter Communications (bouquet de télévision câblée haute définition)
- TechTV (chaîne de télévision)
- Oxygen Network (bouquet de télévision câblée haute définition, 65 millions d'abonnés en 1998)
- The Hospital (studios de télévision de Londres)
- Oxygen Media
- DreamWorks Animation (studio d'animation graphique pour le cinéma)
- Cinerama (studio de cinéma)
- Allen Brain Atlas

### Radio AM/FM
- Rose City Radio Corporation
- KXJM-FM (Portland Oregon)
- KXL-AM (Portland Oregon)
- Sporting News Radio
- The Sporting News (radio de nouvelle sportive)

### Sport et équipe de sport
- SeaHawks (faucons des mers) de Seattle : équipe de football américain finaliste du Super Bowl 2006
- Trail Blazers de Portland dans l'état d'Oregon : équipe de basket-ball NBA racheté dans les années 1990
- The Rose Garden ou Rose Garden Arena (stade de sport et de football américain, Portland Oregon)
- The Sporting News (journal de presse sportive)

### Musée / galerie d'art
- Experience Music Project (musée de la musique et galerie d'exposition de Seattle)
- Flying Heritage Collection (musée de l'aviation militaire privé avec la collection personnelle d'avions militaires du XXe siècle de Paul Allen)
- Science Fiction Museum and Hall of Fame (musée de la science fiction de Seattle)

### Immobilier
- 505 Union Station
- Sammamish Park Place
- South Lake Union
- Gare de Seattle (rénovée dans les années 1990 par Paul Allen)

### Médicale
- PTC Therapeutics
- Cytokinetics
- XCyte Therapies

### Espace
- Scaled Composites (avion spatial SpaceShipOne)
- Mojave Aerospace Ventures and Tier One

### Yachts
Paul Allen est un amateur de yachts dont il a plusieurs modèles. En 2003, il fait construire le plus long et le plus luxueux de la planète baptisé octopus (pieuvre) en rapport au film Octopussy de James Bond. Avec 126 mètres de long, il était lors de son lancement le plus grand et le plus luxueux yacht privé du monde, détrôné depuis par le Rising Sun (soleil levant) de l'informaticien chef d'entreprise Larry Ellison. Il reste en 2006 à la quatrième place du palmarès. Il était le plus extravagant avec à son bord : salle de cinéma, piscine, terrain de basket-ball, héliport, et même un sous-marin ... Octopus abrite ainsi une salle de vidéoconférence qui permet à Paul Allen de discuter à tout moment avec les dirigeants de ses entreprises.

### Autre
- Perlegen Sciences
- Project Halo
- Vulcan FlipStart

## Mécénat
- Son nom a été donné au radiotélescope Allen Telescope Array qu'il a financé en tant que mécène et qui permet entre autres, au SETI et à l'université de Berkeley de surveiller 1 million d'étoiles à la recherche d'émissions sonores d'origine extraterrestre.